# Space of Freedom

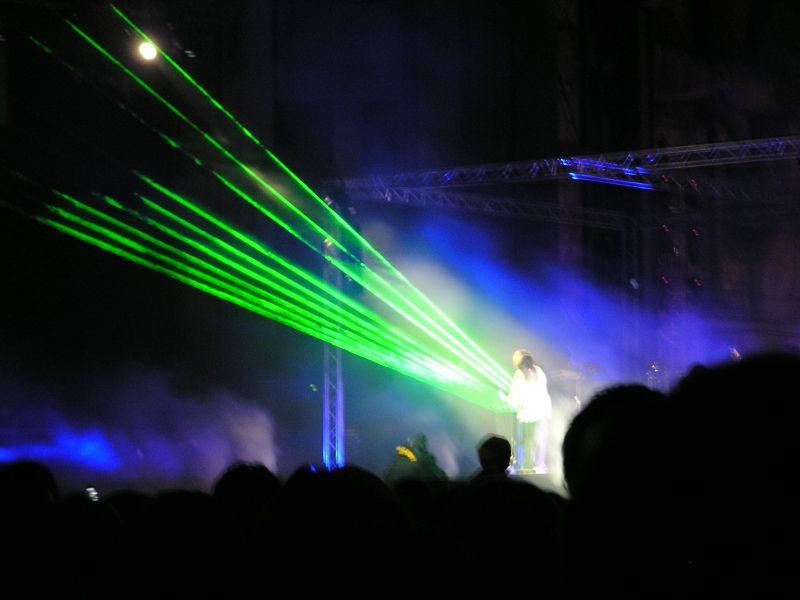
Jarre suona l'arpa laser al concerto Space of Freedom

Space of Freedom è stato un concerto tenuto da Jean-Michel Jarre a Danzica, per commemorare il 25º anniversario della nascita di Solidarność. Dal concerto furono tratti un CD ed un DVD, distribuiti nella sola Polonia, dal titolo Live from Gdańsk.

## La scenografia
Jarre si esibì con l'Orchestra Filarmonica Baltica e il Coro dell'Università di Danzica. Lo sfondo era il porto della città polacca dove gli operai indissero uno sciopero nell'agosto 1980 per appoggiare l'eventuale caduta del comunismo in Polonia. La scenografia includeva una gru in movimento dall'interno del porto, ed una grande porta che aprendosi mostrava l'orchestra circondata da scintille come quelle provocate dalla saldatura del metallo.

## Il concerto
Musicalmente la performance si basava sulla combinazione di sintetizzatori, cori, l'arpa laser e l'orchestra completa. Successivamente entrarono in scena anche un batterista ed altri musicisti, fra cui il chitarrista Patrick Rondat, che rimase in scena per solo due brani.
Jarre suonò vari strumenti tra cui un pad elettronico, il Theremin, e varie tastiere e sintetizzatori con cui improvvisò anche.
Nonostante la tracklist fu ancora molto incentrata sulle composizioni recenti, Jarre suonò in questo concerto due brani che aveva smesso di eseguire da molto tempo: Industrial Revolution Overture, riproposta con il titolo di Shipyard Overture, e Chronologie part 2. Inoltre, furono eseguite versioni ri-arrangiate di alcuni brani famosi, fra cui Oxygène 12 e Fourth Rendez-Vous. Per contro, 5 dei brani eseguiti erano ri-arrangiamenti di brani non composti da Jarre, tra cui il più noto è Mury, scritto da Jacek Kaczmarski sulle note di un brano di Lluís Llach, e diventata il simbolo della lotta polacca al regime comunista.

## Tracklist
- "Waiting for Cousteau" (brano pre-concerto)
- "Shipyard Overture" (originariamente nota come "Industrial Revolution: Overture")
- "Oxygene 2" (con una nuova introduzione intitolata "Suite for Flute")
- "Chopin Memories" (nuovo brano)
- "Aero"
- "Oxygene 4"
- "Souvenir" (originariamente "Souvenir of China")
- "Geometry of Love"
- "Equinoxe 4"
- "Space of Freedom" (originariamente "March 23")
- "Aerology"
- "Chronology 2" (con una nuova introduzione eseguita con il Theremin intitolata "Theremin Memories")
- Speech by Lech Wałęsa (lettura recitata dallo scrittore)
- "Mury" (composta da Jacek Kaczmarski)
- "Chronology 6"
- "Oxygene 8"
- "Light My Sky" (originariamente "Tout Est Bleu", nuovo testo)
- "Tribute to Pope John Paul II" (originariamente "Akropolis")
- "Rendez-Vous 2" (versione dal concerto "Once upon a Time", dedicata a Giovanni Paolo II)
- "Summer-Presto" (da Le Quattro Stagioni, composta da Antonio Vivaldi)
- "The Emigrant" (dedicata alla Polonia)
- "Oxygene 12"
- "Rendez-Vous 4"
- "Solidarność" (originariamente "Oxygène 13", dedicata agli operai del porto)
- "Aerology Remix"

## Musicisti
- Jean-Michel Jarre (tastiere, mixer, arpa laser, theremin, voce)
- Francis Rimbert (tastiere, percussioni elettroniche)
- Claude Samard (tastiere, chitarra, coordinatore musicale)
- Patrick Rondat (chitarra elettrica in "Chronology 2" e "Summer Presto")
- Orchestra Filarmonica Baltica
- Coro dell'Università di Danzica